# Rafael Linden
Rafael Linden (Rio de Janeiro,  6 de agosto de 1951) é um pesquisador brasileiro, membro titular da Academia Brasileira de Ciências  e recebedor da Grã̠-Cruz da Ordem Nacional do Mérito Científico.